# László Bíró
László József Bíró, ispanizzato in Ladislao José Biro (Budapest, 29 settembre 1899 – Buenos Aires, 24 ottobre 1985), è stato un giornalista e inventore ungherese naturalizzato argentino, famoso per aver ideato la penna a sfera che porta il suo nome.

## Biografia

### Giovinezza
Era figlio di Mózes Mátyás Schweiger e di Janka, nata Ullmann, entrambi di origine ebraica. Dopo aver intrapreso gli studi medici, il giovane László si interessò di ipnosi, una tecnica che al tempo godeva di una grandissima popolarità, realizzando ingenti guadagni. Bíró abbandonò poi gli studi e si dedicò ai lavori più disparati: negli anni venti e trenta fu pilota di automobili, doganiere, agente di borsa, pittore di quadri surrealisti, scultore e collaboratore del settimanale Avanti.
Nel tempo libero, invece, Bíró si dilettava a progettare e creare congegni insieme al fratello György, che aveva studiato chimica. Dal sodalizio tra i due fratelli nacquero diverse invenzioni, quali un vetro resistente ad alte temperature, un prototipo di lavatrice, una serratura anti-scassinamento e un cambio meccanico automatico per auto, quest'ultimo venduto nel 1932 alla General Motors.

### La nascita della penna biro.

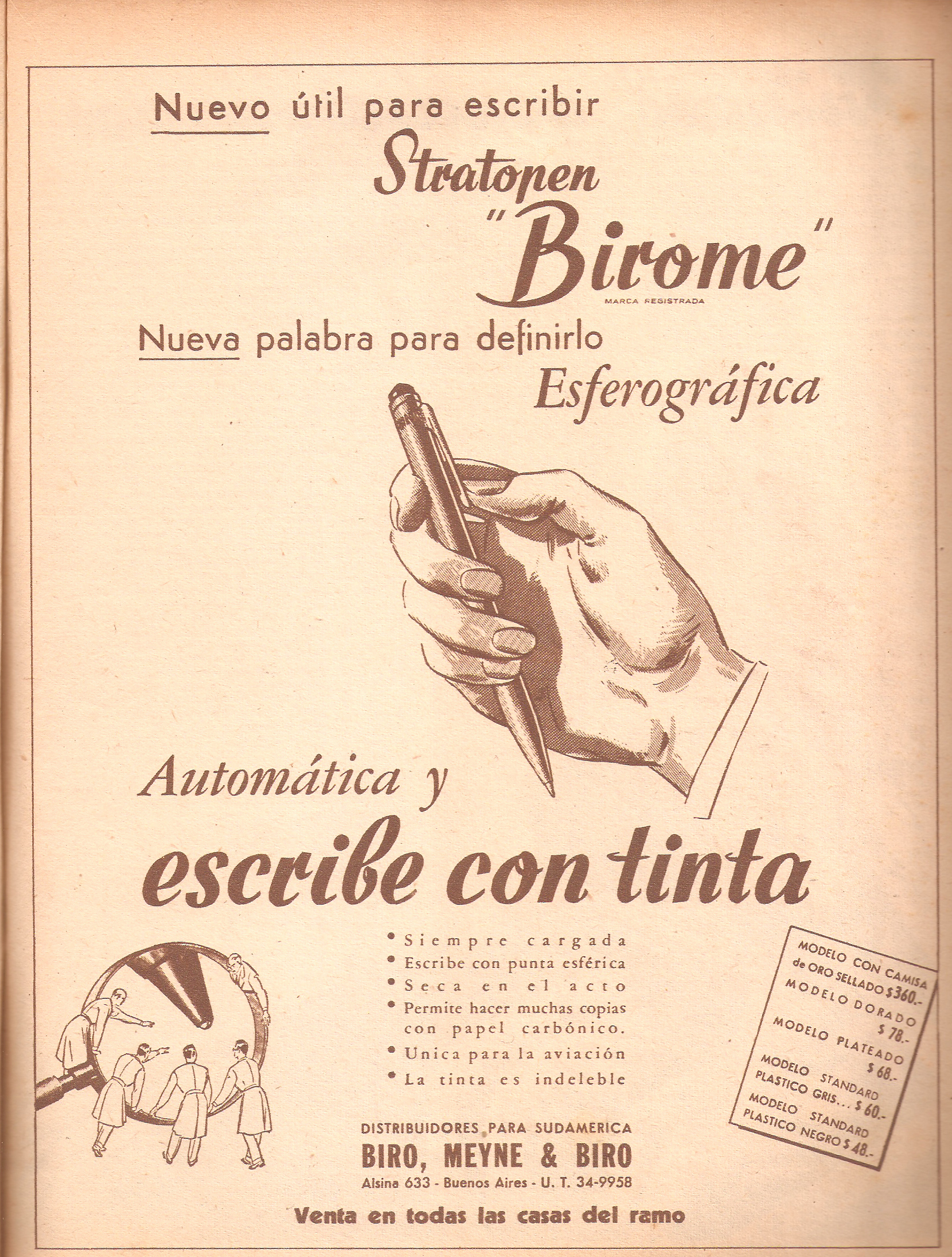
Pubblicità del 1945 della penna Birome sulla rivista argentina Leoplán

Tra le invenzioni che resero Bíró celebre vi fu in particolare la penna a sfera, in alcuni paesi chiamata biro in suo onore. L'intensa attività giornalistica di Bíró lo indusse a ricercare uno strumento per scrivere che fosse più efficace della penna stilografica. La penna stilografica, pur essendo un tipo di penna molto diffuso all'epoca, presentava diversi inconvenienti: l'inchiostro impiegato macchiava i fogli assai frequentemente, comportava lunghi tempi di asciugatura e andava ricaricata spesso. Fu così che Bíró provò a sostituire il tipo di inchiostro che si usava per scrivere con quello delle rotative che stampavano i giornali; tuttavia, essendo questo molto viscoso, rendeva la scrittura difficoltosa e poco fluida.
Una leggenda narra che l'idea definitiva gli venne osservando alcuni bambini giocare a biglie per la strada: le biglie, dopo aver attraversato una pozzanghera, lasciavano dietro di loro una riga di fango uniforme. Ebbe così l'intuizione di creare una penna a sfera, inserendo all'estremità di una cartuccia d'inchiostro una piccola sfera metallica libera di ruotare: la rotazione prelevava l'inchiostro dalla cartuccia e lo depositava sulla carta. L'invenzione venne perfezionata insieme al fratello György, il quale sviluppò la formula di un inchiostro a rapida asciugatura e viscosità adeguata. Il 15 giugno 1938 i due fratelli crearono un primo prototipo soddisfacente e lo brevettarono in Ungheria e in Gran Bretagna.

### In Argentina
Prima di essere commercializzata, la penna biro necessitava di molti perfezionamenti e di ingenti investimenti finanziari. Le sperimentazioni di Bíró, inoltre, vennero interrotte per il precipitare degli eventi storici: si avvicinava la seconda guerra mondiale e, assieme alla famiglia di origine ebraica, per evitare persecuzioni, Bíró dovette fuggire, prima in Spagna e poi in Argentina, dove rimase sino alla morte, ottenendo anche la cittadinanza.
In Argentina iniziò la produzione della sua penna con il contributo di vari esperti, primo fra tutti Juan Jorge Meyne, con il quale fondò la società «Biro Meyne Biro». Nel frattempo, il 10 giugno 1943, venne brevettato un ulteriore prototipo: ad intuire subito le potenzialità di questa nuova invenzione vi fu il commerciante inglese Henry Martin, che prontamente segnalò l'esistenza delle penne biro al governo del Regno Unito. Venne così siglato un accordo con il ministro della guerra britannico per produrre su licenza penne a sfera: ne furono create ben trentamila esemplari, tutti distribuiti ai membri dell'aviazione militare per via del migliore funzionamento della biro rispetto alla stilografica ad alte quote.
Per l'approdo delle penne a sfera sul mercato argentino, invece, bisognerà attendere il 1945, quando Bíró commercializzò la propria invenzione, dapprima con i nomi di Eterpen e Stratopen, e poi con quello definitivo di Birome (acronimo di «Biro y Meyne»). I costi di produzione erano però piuttosto elevati e la penna a sfera risultava essere un prodotto d'élite. Le pionieristiche intuizioni di Bíró, infatti, non furono affatto seguite da un successo industriale e commerciale; per questo motivo l'inventore, ormai disilluso, cedette il brevetto al barone italiano, naturalizzato francese, Marcel Bich. Il barone Bich intendeva creare uno strumento di scrittura che fosse pratico ed economico, utilizzando materiali meno costosi e facilitando il passaggio dell'inchiostro dal tubo alla sfera; riuscì così a produrre una penna abbattendo i costi del 90% (una Bic Cristal costava cinquanta centesimi di franco) e avviandone la produzione in serie. A partire dal dicembre 1950 Bich commercializzò la penna a sfera in tutto il mondo, ottenendo in questo modo uno sfolgorante successo.
Bíró, a causa della sua incapacità di gestione imprenditoriale, a differenza di Bich non si arricchì con i guadagni della sua invenzione e da quel momento in poi condusse una vita modesta. Lavorò dapprima per un'altra azienda argentina produttrice di penne a sfera, fondata da un vecchio fornitore della «Biro y Meyne», e poi al servizio del governo argentino per conto del quale studiò l'uranio arricchito. Si spense, infine, a Buenos Aires il 24 ottobre 1985; in Argentina si festeggia la «giornata degli inventori» il 29 settembre, suo giorno genetliaco, e gli è stato dedicato anche l'asteroide (327512) Biro, scoperto nel 2006.